# Jāzeps Vītols
 (décembre 2021).
Pour les articles homonymes, voir Vītols.
Jāzeps Vītols (en allemand : Joseph Wihtol) est un compositeur, pianiste, chef de chœur, pédagogue et critique musical letton, né à Valmiera (Lettonie) le 26 juillet 1863, décédé à Lübeck (Allemagne) le 24 avril 1948. Son nom est donné à l'Académie de musique de Lettonie.

## Biographie
Après des premières études musicales en Lettonie, Jāzeps Vītols poursuit en 1880 son apprentissage de la musique classique au Conservatoire de Saint-Pétersbourg, en particulier dans la classe de composition de Nikolaï Rimski-Korsakov. Diplômé en 1886, il enseigne dès lors la théorie, l'harmonie et le piano au même Conservatoire (avec le rang de professeur de composition à partir de 1901) jusqu'en 1918. Parmi ses élèves à Saint-Pétersbourg, mentionnons Nikolaï Miaskovski et Sergueï Prokofiev. Il regagne la Lettonie en 1918 et l'année suivante (1919), devient professeur de composition au Conservatoire de musique letton alors créé à Riga (conservant ce poste jusqu'en 1944), lequel sera renommé ultérieurement « Académie de musique de Lettonie Jāzeps Vītols » (Jāzepa Vītola Latvijas Mūzikas akadēmija). Il en est également le recteur de 1919 à 1935, puis de 1937 à 1944. Trois de ses élèves à Riga sont les compositeurs lettons Jānis Ivanovs (1906-1983), Ādolfs Skulte (1909-2000) et Tālivaldis Ķeniņš (1919-2008).
Devenu l'un des symboles de l'émergence de la musique lettonne (il est d'ailleurs cofondateur de la Société des compositeurs lettons en 1923), Jāzeps Vītols aura également au long de sa carrière, outre l'enseignement et la composition, des activités de pianiste, de chef de chœur et de critique musical. En 1944, à cause de la Seconde Guerre mondiale, il émigre en Allemagne, à Lübeck, où il meurt en 1948. Il est l'auteur de nombreuses pièces pour piano, de quelques-unes de musique de chambre et pour orgue, de partitions pour orchestre (dont deux symphonies de jeunesse), ainsi que de très nombreuses œuvres pour voix soliste(s) et/ou chorales. Ces compositions, d'un romantisme tardif et fortement influencées par la musique "classique" russe, sont également marquées par la musique folklorique lettonne (d'où, notamment, un vaste catalogue de chœurs a cappella).

## Compositions (sélection)

### Œuvres pour instrument solo
Pièces pour orgue
- 1913 : Pastorale (Pastorāle), sans numéro d'opus (op.) ;
- 1924 : 29 mélodies de chorals d'après le livre de l'église évangélique luthérienne lettonne (29 korāļi meldiju grāmatā latvijas evaņģēliski – luterāņu draudzēm), sans op. (+ version pour chœurs a cappella) ;
- 1934 : Liturgie (Liturģija), sans op. ;
- 1935 : Liturgie de Pâques (Lieldienu liturģija), sans op.

Pièces pour piano
- 1886 : Sonate (Sonāte) en si bémol mineur op. 1 ;
- 1887 : Berceuse (Šūpļa dziesma) op. 8 ;
- 1889 : Humoresque (Humoreska) op. 3 ; Jour d'été (Līgo svētki), tableau op. 4 (+ version orchestre) ;
- 1891 : Variations sur un thème populaire letton (Variācijas par latviešu tautas dziesmas) op. 6 (publication - pub. - 1892) ;
- 1892 : Mazurka et valse (Mazurka un valsis) op. 9 ;
- 1893 : Trois préludes (Trīs prelūdijas) op. 10 ;
- 1894 : Trois préludes (Trīs prelūdijas) op. 13 ; Trois préludes (Trīs prelūdijas) op. 16 (pub. 1895) ;
- 1895 : Trois pièces (Trīs skaņdarbi) op. 17 ; Berceuse et étude (Šūpļa dziesma un etīde) op. 18 ; Deux préludes et étude (Divas prelūdijas un etīde) op. 19 ; Quatre pièces (Četri skaņdarbi) op. 20 ;
- 1897 :  Deux pièces (Divas skaņdarbi) op. 23 ; Valse-caprice (Valsis-kaprīze) op. 24 ; Trois pièces (Trīs skaņdarbi) op. 25 ;
- 1898 : Trois études (Trīs etīdes) op. 26 ;
- 1900 : Dix chants populaires lettons (Desmit latviešu tautas dziesmu miniatūrparafrāzes) op. 29 (+ orchestration partielle) ;
- 1902 : Trois préludes (Trīs prelūdijas) op. 30 (pub. 1903) ;
- 1905 : Huit chants populaires lettons (Astoņas tautas dziesmu miniatūrparafrāzes) op. 32 ; Deux miniatures (Divas miniatūras) op. 33 ;
- 1909 : Trois silhouettes (Trīs silueti) op. 38 ; Deux pièces (Divas skaņdarbi) op. 41 (pub. 1910) ;
- 1913 : Trois réminiscences (Trīs reminiscences) op. 43 (pub. 1914) ;
- 1920 : Variations-portraits (Variācijas–portrejas) op. 54 ;
- 1921 : Carmina, cycle de trois chansons populaires op. 57 ;
- 1926 : Sonatine (Sonatīne) en si mineur op. 63 ;
- 1928 : Huit miniatures (Astoņas miniatūras) op. 68.

### Musique de chambre
- 1885 : Quatuor à cordes sans op. (réputé perdu) ;
- 1887 : Mélodie et mazurka (Melodija un mazurka) pour violon et piano op. 2 ;
- 1894 : Esquisse (Skice) pour violoncelle et piano op. 12 ; Récit (Rečitatīvs ou Stāstījums) pour violoncelle (ou alto) et piano op. 14 ; Romance (Romance) pour violon et piano op. 15 ;
- 1895 : Menuet (Menuets) pour quatuor à cordes en si majeur, sans op. ;
- 1899 : Quatuor à cordes en sol majeur op. 27 ;
- 1908 : Fantaisie sur des chants populaires lettons (Fantāzija par latviešu tautas dziesmām) pour violon et piano op. 42 (+ version avec orchestre de 1910) ;
- 1909 : Rhapsodie sur des chants populaires lettons (Rapsodija par latviešu tautas dziesmām) pour violon et piano op. 39 ;
- 1919 : Berceuse (Šūpļa dziesma) pour violon et piano op. 55.

### Œuvres pour orchestre
- 1888 : Symphonie (Simfonija) en mi mineur, sans op. ;
- 1889 : L'Été (Līgo), tableau symphonique sur des thèmes populaires lettons op. 4 (+ version piano) ;
- 1895 : Ouverture dramatique (Dramatiskā uvertīra) op. 21 ; Valse grotesque (titre original), sans op. ;
- 1899 : Symphonie en ut mineur, sans op. ;
- 1903 : Sept chansons populaires lettonnes (Septiņas latviešu tautas dziesmas), suite symphonique op. 29a (pub. 1905) ;
- 1907 : Sprīdītis, ouverture op. 37 (pub. 1908 ; + version piano) ;
- 1910 : Fantaisie sur des chants populaires lettons (Fantāzija par latviešu tautas dziesmām) op. 42, avec violon solo (+ version violon / piano de 1908) ;
- 1913 : La Princesse Gundega et le roi Brusubarda (Princese Gundega un karalis Brusubārda), musique de scène op. 46 ;
- 1920 : Joseph et ses frères (Jāzeps un viņa brāļi), musique de scène, sans op. ;
- 1924 : Les Joyaux (Dārgakmeņi), suite symphonique op. 66 ;
- 1926 : Chant d'automne (Rudens dziesma), ballade symphonique, sans op.

### Œuvres pour voix soliste(s)
- 1891 : 3 lieder pour voix haute et piano op. 5 (pub. 1892) ;
- 1892 : 6 chansons pour voix haute et piano op. 7 ;
- 1894 : 3 lieder pour voix et piano, sans op. ;
- 1903 : 7 chansons pour voix et piano op. 31 ;
- 1906 : 5 chansons pour voix et piano op. 34 ;
- 1908 : 5 chansons enfantines pour voix et piano op. 36 ;
- 1909 : 8 chansons pour voix et piano op. 40 ;
- 1910 : 3 chansons pour voix et piano op. 44 (pub. 1914) ;
- 1914 : 5 préludes de Naurēnu Elzas (Iz Naurēnu Elzas prelūdijām) pour voix et piano op. 48 (pub. 1916) ;
- 1916 : 5 chansons populaires lettonnes (Piecas latvju tautas dziesmas) pour voix et orchestre op. 49 (pub. 1921) ;
- 1918 : 5 Chansons d'été (Vasaras dziesmas) pour voix et piano op. 50 ;
- 1919 : 3 chansons pour voix haute et piano op. 51 ; 3 chansons pour deux voix et piano op. 52 (pub. 1920) ; 3 chansons pour voix et piano op. 53 ;
- 1921 : 3 chansons pour voix haute et piano op. 56 ; 12 chansons enfantines pour voix et piano op. 58 ;
- 1923 : 3 chansons pour voix haute et piano op. 59 ; Le Chagrin du peuple (Tautas bēdās), 3 chansons pour voix et piano op. 60 ; 3 chansons pour voix basse et piano op. 61 (pub. 1925) ;
- 1925 : 3 chansons pour voix moyenne et piano op. 62 ;
- 1941 : 8 chansons populaires lettonnes (Astoņas latviešu tautas dziesmas) pour voix et piano, sans op.

### Œuvres chorales
- 1891 : Le Barde de Beverina (Beverīnas dziedonis), ballade pour chœurs et orchestre op. 28 (révision 1900) ;
- 1908 : Le Chant (Dziesma), cantate pour soprano, chœurs et orchestre op. 35 ;
- 1913 : Lumières du nord (Ziemeļblāzma), cantate pour baryton, chœurs et orchestre op. 45 (pub. 1914) ;
- 1924 : La Reconnaissance de l'arbre (No atzīšanas koka), cantate pour soli, chœurs et orgue, sans op. ;
- 1935 : Jésus au puits (Jēzus pie akas), cantate pour soprano, ténor, baryton, chœurs et orgue, sans op. ;
- 1939 : L'Ordination (Iesvētīšanai), cantate pour chœur à trois voix de femmes et orgue, sans op. ;
- 1942 : Jésus de Nazareth (Jēzus Nācaretē), oratorio pour soli, chœurs et orgue, sans op. ;
- 1943 : Le Sermon sur la montagne (Kalna sprediķis), cantate de Pâques pour baryton, chœur de femmes et orgue (ou orgue et orchestre), sans op.